# Daniel Giménez Hernández
Daniel Giménez Hernández (Vigo, Pontevedra, España, 30 de julio de 1983), conocido como Dani o Dani Giménez, es un exfutbolista y entrenador español. Jugaba de portero.

## Trayectoria
En la temporada 2001-2002, mientras se encontraba en el Juvenil del Real Club Celta de Vigo, llegó estrenarse en una convocatoria, para el partido de la Copa de la UEFA, jugado contra el Sigma Olomouc en Balaídos.
Su primer equipo profesional fue el Zamora C. F., contra el que el Rayo jugó en la eliminatoria final de la fase de ascenso Segunda División. Fue en dicho partido cuando el Rayo se fijó en este portero. En el Rayo estuvo 4 temporadas alternando titularidad con Cobeño. Estuvo por un año con la A. D. Alcorcón donde compitió por la titularidad con su compañero Manu Fernández.
En 2014 fichó por el Real Betis Balompié, donde jugó 4 temporadas hasta que en 2018 fue traspasado al Deportivo de la Coruña. Allí permaneció 2 temporadas y, tras un tiempo sin equipo, en diciembre de 2020 firmó con la U. D. Logroñés hasta final de temporada debido a las bajas que tenía el equipo en la portería.
Fue entrenador de porteros de la Selección AFE.

## Clubes
| Club                         | País   | Año       |
| ---------------------------- | ------ | --------- |
| R. C. Celta de Vigo B        | España | 2001-2004 |
| Zamora C. F.                 | España | 2004-2009 |
| Rayo Vallecano               | España | 2009-2013 |
| A. D. Alcorcón               | España | 2013-2014 |
| Real Betis Balompié          | España | 2014-2018 |
| R. C. Deportivo de La Coruña | España | 2018-2020 |
| U. D. Logroñés               | España | 2020-2021 |

## Palmarés

### Campeonatos nacionales
| Título                     | Club                    | País   | Año     |
| -------------------------- | ----------------------- | ------ | ------- |
| Copa Federación            | R. C. Celta de Vigo "B" | España | 2002    |
| Segunda División de España | Real Betis Balompié     | España | 2014-15 |